# Swertia tetragona
Swertia tetragona là một loài thực vật có hoa trong họ Long đởm. Loài này được R.H. Miao miêu tả khoa học đầu tiên năm 1995.